# Буре, Роза Семёновна
Роза Семёновна Буре (1925—2012) — советский и российский педагог, доктор педагогических наук (1987), профессор кафедры дошкольной педагогики факультета дошкольной педагогики и психологии Московского педагогического государственного университета (1990).

## Биография
Родилась Роза Семёновна в Москве 13 мая 1925 года. Получила высшее образование в Московском государственном заочном педагогическом институте на дошкольном факультете, который окончила в 1962 году. После окончания МГЗПИ работала в детском саду, затем в Московском городском методическом кабинете по дошкольному воспитанию. Роза Семёновна работала младшим научным сотрудником в научно-исследовательском институте педиатрии и детской хирургии Министерства здравоохранения РСФСР. Окончила аспирантуру в научно-исследовательском институте дошкольного воспитания Академии педагогических наук РСФСР, участвовала в семинарах. В 1969 году защитила кандидатскую диссертацию на тему «Развитие взаимоотношений детей старшего дошкольного возраста в процессе совместной трудовой деятельности» (руководитель Е. Радина). Около 20 лет работала в научно-исследовательском институте дошкольного воспитания, где прошла путь от младшего научного сотрудника до заведующей лабораторией нравственного воспитания, в эти годы в соавторстве с Л. Ф. Островской, Г. Н. Годиной были опубликованы книги. В 1986 году Роза Семёновна Буре защитила докторскую диссертацию на тему «Теория и методика воспитания у детей нравственно-волевых качеств в детском саду». Работала более 20 лет в Московском педагогическом государственном университете, была профессором кафедры дошкольной педагогики факультета дошкольной педагогики и психологии и занималась научно-исследовательской работой по направлению «гуманизация педагогического процесса в детском саду».
Роза Семёновна подготовила 26 кандидатов наук (в том числе и из-за рубежа) и одного доктора наук.
Является автором более 200 научных работ, среди которых: «Воспитание в процессе обучения на занятиях в детском саду» (1981), «Учите детей трудиться» (пособие для воспитателя детского сада, в соавт. с Г. Н. Годиной, 1983), «Воспитатель и дети» (пособие для воспитателя детского сада, в соавт. с Л. Ф. Островской, 1985), «Когда обучение воспитывает» (2002), «Дошкольник и труд. Теория и методика трудового воспитания» (2004), «Дружные ребята. Воспитание гуманных чувств и отношений у дошкольников» (2004), «Современные проблемы социального становления личности дошкольника» (2009), «Социально-нравственное воспитание дошкольников» (методическое пособие, 2011).
Умерла в Москве 7 марта 2012 года.